# Bracon atrolugens
Bracon atrolugens är en stekelart som beskrevs av Granger 1949. Bracon atrolugens ingår i släktet Bracon och familjen bracksteklar. Inga underarter finns listade.